# Natura 2000-område nr. 132 Rusland
Natura 2000-område nr. 132 Rusland ligger langs Pandehave Å fra Dronningmølle Strandvej i nord til Hellebjergvej ved Villingerød i syd og ligger i Esbønderup Sogn, i Gribskov Kommune.
Det består af et habitatområde H116 og har et areal på 249 hektar og er privatejet, og den nordlige del er en del af Nationalpark Kongernes Nordsjælland.

## Områdebeskrivelse
Navnet Rusland henviser til den afsides beliggenhed i tidligere tider. Området ligger i et varieret landskab med lyng- og kratbevoksede bakker, nåle- og
løvskovsbevoksninger og i områdets østlige del en bred ådal med den lille Pandehave Å.
For 7000 år siden strakte en fjordarm fra Øresund sig ind gennem ådalen, hvis skråninger i dag afgrænser den tidligere fjord. Området var i 1600-1700 -årene påvirket af sandflugt, og det aflejrede sand har nogle steder dannet indlandsklitter, hvor der findes en særlig vegetation.
Der er en del forekomster af hede- og overdrevsnaturtyper, som især ligger på og langs
åsen på vestsiden af ådalen. Men også på østsiden af ådalen ligger et stort, fint overdrev. I dalen ned mod åen findes et areal med en særligt artsrig forekomst af surt overdrev på gamle klitter af flyvesand. Natura 2000-området er
også kendt for sin ret store forekomst af enekrat og for sine bevoksninger af krat og skov med ældre løv- og nåletræer på tør, næringfattig bund. Især på skrænterne ned mod ådalen ses gammel skovmed bøg og eg.
Natura 2000-området består af Habitatområde nr. H 116 og
ligger i Gribskov Kommune i Vandområdedistrikt II Sjælland i vandplanopland 2.3 Øresund 

## Fredninger
Ca. 260 ha er fredet af flere omgange. Fredningen, der går helt op til kysten, har til formål at sikre de landskabelige værdier og befolkningens adgang.

## Eksterne kilder og henvisninger
1. ↑  "Vandplan 2.3 Øresund" (PDF). Arkiveret fra originalen (PDF) 12. august 2018. Hentet 26. december 2018.
2. ↑  Om fredningen på fredninger.dk

- Kort over området på miljoegis.mim.dk
- Naturplanen Arkiveret 10. oktober 2018 hos  Wayback Machine
- Basisanalysen 2016-21 Arkiveret 26. december 2018 hos  Wayback Machine